# Гороховская, Екатерина Владимировна
Екатери́на Влади́мировна Горохо́вская (род. 28 сентября 1976, Зея, Амурская область) — российская актриса театра и кино, театральный режиссёр, педагог, театральный критик, лауреат актёрской премии им. В. Стржельчика.

## Биография
Екатерина Владимировна Гороховская родилась 28 сентября 1976 года в городе Зея, Амурской области.
В 1989 году поступила в Театр юношеского творчества.
С 1993 по 1995 год училась в Санкт-Петербургском гуманитарном университете профсоюзов на актёрско-режиссёрском курсе (руководитель — Зиновий Корогодский). 
В 1996 году поступила на театроведческий факультет СПбГАТИ. 
В 1998 году дебютировала в качестве актрисы в БДТ, проработала в нём несколько лет. 
С 2000 по 2002 год училась вольнослушателем на актёрско-режиссёрском курсе Г. Козлова.
В 2002 году родился первый сын — Борис Ботт, в 2009 году — второй — Денис Ботт.

## Творчество

### Роли в театре

#### БДТ
- 1998 — «Аркадия» Тома Стоппарда — Томасина
- 2006 — «Пять двадцать пять» Данилы Привалова. Режиссёр Йохан Ботт — Таня

### Постановки в театре

#### Санкт-Петербургский театр «Мастерская»
- 2010 — «У ковчега в восемь»
- 2012 — «Бременские музыканты»
- 2014 — «Вспоминая моих несчастных шлюх»
- 2016 — «Любовные письма»

#### Саратовский ТЮЗ
- 2006 — «Волчок»
- 2007 — «Зимы не будет» Виктора Ольшанского
- 2008 — «Росток» (собственная сценическая композиция)

#### Екатеринбургский ТЮЗ
- 2008 — «Серая шейка»

#### Тильзит-театр
- 2010 — «Зимы не будет» Виктора Ольшанского

#### Озёрскиймуниципальный театр драмы и комедии «Наш дом»
- 2012 — «Птица Феникс возвращается домой» Ярославы Пулинович

### Роли в кино
| Год  |   | Название         | Роль                     |
| ---- | - | ---------------- | ------------------------ |
| 2000 | ф | Собственная тень | юная Рита                |
| 2002 | ф | Русский ковчег   | Имя персонажа не указано |
| 2004 | ф | Именины          | Таня                     |
| 2005 | ф | Странник         | Ирина                    |

### Озвучивание мультфильмов
- 2006 — Добрыня Никитич и Змей Горыныч — Забава Путятична / одна из сплетниц
- 2007 — Илья Муромец и Соловей-разбойник — Алёнушка
- 2013 — Иван Царевич и Серый Волк 2 — Наина
- 2015 — Крепость: Щитом и мечом — Фёдор, поповский сын
- 2017 — Урфин Джюс и его деревянные солдаты — Элли
- 2018 — Три богатыря и наследница престола — Забава Путятична
- 2019 — Урфин Джюс возвращается — Элли
- 2019 — Иван Царевич и Серый Волк 4 — Цапля
- 2020 — Барбоскины на даче — Лиза
- 2022 — Барбоскины Team — Лиза
- 2022 — Три Богатыря — Забава Путятична

### Озвучивание мультсериалов
- 2006 — 2024 — Лунтик и его друзья (Приключения Лунтика и его друзей) — Лунтик (1—150, 152—154, 156—275, 283—291, 293—540 серии), Пчелёнок Тёма (с 34 серии), второстепенные персонажи
- 2011 — 2023 — Барбоскины — Лиза (1—238 серии)
- 2018 — н.в. — Царевны — Варвара-Краса, Длинная Коса, Клоны Вари, Зазеркалье Вари, Сова (с 33 серии)

### Компьютерные игры
- 2006 — Добрыня Никитич и Змей Горыныч — Забава Путятична
- 2007 — Илья Муромец и Соловей-Разбойник — Алёнушка
- 2010 — Три богатыря и Шамаханская царица — Алёнушка /  Забава Путятична

## Публикации
- «Петербургский театральный журнал» «Поколение войцеков и сторожей» 1998 № 16
- «Петербургский театральный журнал» «Здравствуй, Христиан-Теодор! Здравствуй, Теодор-Христиан!» 1999 № 18-19
- «Петербургский театральный журнал» «Оралы нынче не в моде…» 2000 № 20
- «Петербургский театральный журнал» «Реальный театр» 2000 № 21
- «Петербургский театральный журнал» «Дальше — тишина?» 2000 № 22
- «Петербургский театральный журнал» «Зачем, или В поисках героя» 2000 № 22
- «Петербургский театральный журнал» «„Этой профессии нужно служить. Как самурай служит своему господину…“» 2006 № 43